# Shirley Horn

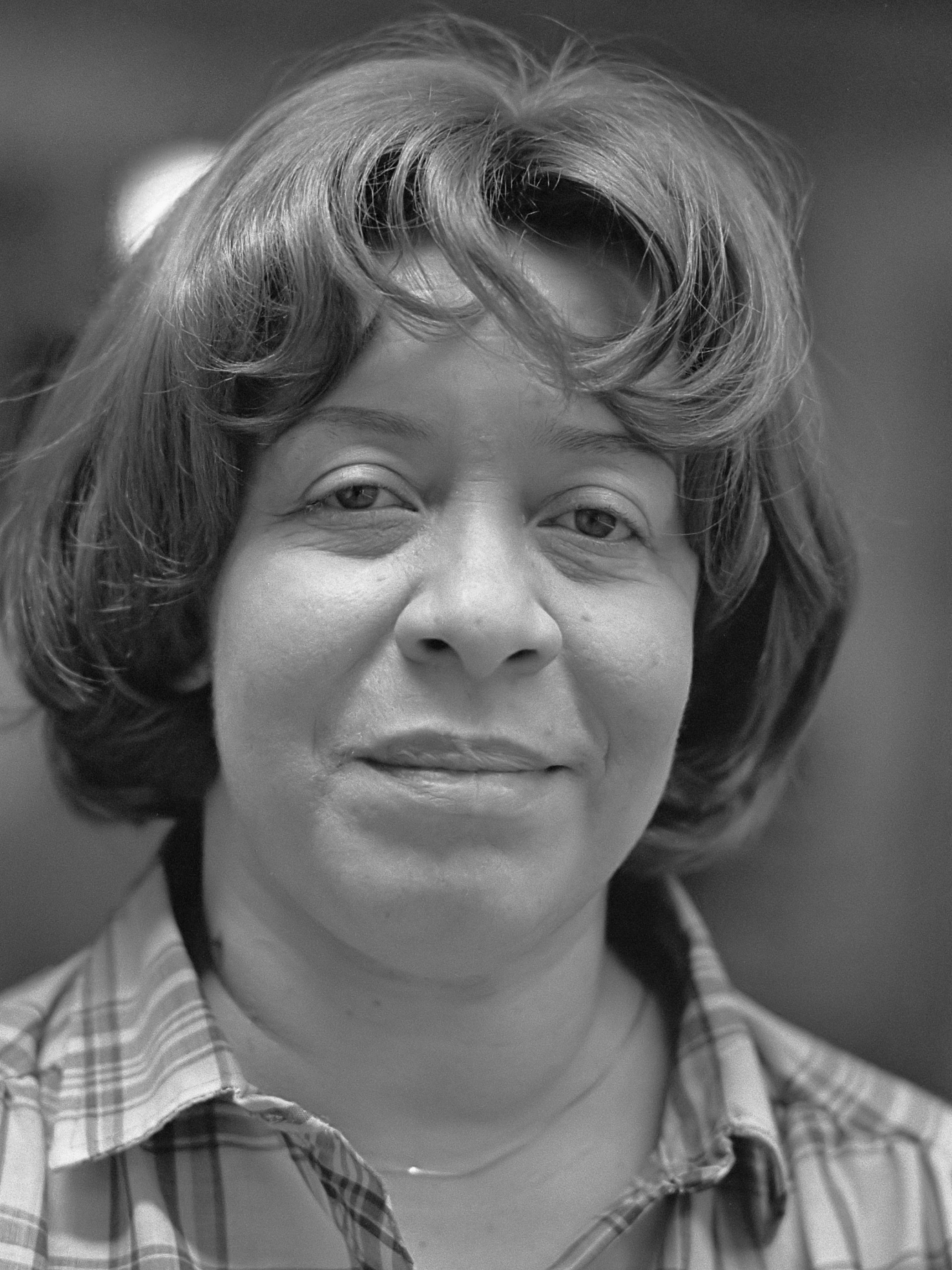
Shirley Horn (1981)

Shirley Valerie Horn (* 1. Mai 1934 in Washington D.C.; † 20. Oktober 2005 in Cheverly, Maryland) war eine US-amerikanische Jazzpianistin und Sängerin. Sie war bekannt für eine der langsamsten Vortragsweisen im Jazz und eine ungewöhnliche Art der Phrasierung, bei der sie bestimmte Worte betonte und andere wegfallen ließ. Obwohl sie bereits seit den 1960er Jahren Platten aufnahm, gelang ihr erst ab Ende der 1980er Jahre der Durchbruch im Musikgeschäft. Auf dem Höhepunkt gewann sie 1999 einen Grammy.

## Leben
Shirley Horn wuchs in Washington auf. Sie interessierte sich schon als Kind mehr fürs Klavierspiel als für alterstypische Spiele. Mit Hartnäckigkeit setzte sie durch, schließlich Unterricht zu erhalten. An der Junior School of Music der Howard University, wo sie klassisches Klavier studierte, gründete sie Mitte der 1950er Jahre ein Jazz-Trio. 1960 erschien ihr erstes Album „Embers and Ashes“ (Stereo-Craft). Ursprünglich verfolgte sie eine Karriere als Jazzpianistin (mit Vorbildern wie Ahmad Jamal und Oscar Peterson). Ihr Debüt-Album verschaffte ihr aber große Aufmerksamkeit als Sängerin. Miles Davis holte sie nach dem Hören nach New York und ließ sie in seinem Vorprogramm im Village Vanguard auftreten. Sie nahm in den 1960ern u. a. mehrere von Quincy Jones produzierte Platten auf (darunter den Oscar-nominierten Song For Love of Ivy), tourte in Europa und veröffentlichte einige Platten, um sich dann 10 Jahre lang hauptsächlich ihrer Familie in Washington zu widmen und nur gelegentliche Auftritte in der Umgebung zu absolvieren. In den 1980er Jahren startete sie ein Comeback, u. a. mit einem Auftritt beim North Sea Jazz Festival 1981. Sie nahm neue Platten auf (Violets for your Furs) und tourte mit einem eigenen Trio. 1987 begann ihre Zusammenarbeit mit „Verve Records“.
Horn wurde während ihrer Karriere für neun Grammy Awards nominiert. 1992 war ihr Album Here’s to Life die bestverkaufte Jazzplatte, Arrangeur Johnny Mandel erhielt im Jahr darauf dafür einen Grammy. 1999 gewann Horn mit I Remember Miles den Grammy für die „Beste Jazz-Gesangsdarbietung“. Das Album erinnert an Miles Davis, der sie seit 1961 gefördert hatte. Davis sagte über sie: „Shirley Horn ist die Einzige, die es schafft, mich mit ihrem Klavierspiel und Gesang zum Weinen zu bringen.“ Ihre musikalischen Markenzeichen waren die gekonnte Langsamkeit, das Timing ihrer Pausen und ihre rauchige Stimme. Sie arbeitete neben den Genannten u. a. mit Kenny Burrell, Hank Jones, Wynton Marsalis, Branford Marsalis, Roy Hargrove und Toots Thielemans zusammen.
Shirley Horn trat zum letzten Mal beim San Sebastian Jazz Festival im Jahr 2004 auf. Sie litt seit Jahren an Diabetes und erlag in einem Krankenhaus in Cheverly, unweit von Washington D.C., den Folgen eines Schlaganfalles.
2005 erhielt sie die NEA Jazz Masters Fellowship.

## Diskografie
- 1965 Travelin’ Light (Wiederauflage 2012)
- 1978 A Lazy Afternoon
- 1981 All Night Long
- 1981 Violets for Your Furs
- 1984 Garden of the Blues
- 1987 Softly
- 1987 Live At The Village Vanguard (aufgenommen 1961)
- 1989 Close Enough for Love
- 1991 Loads of Love/Shirley Horn with Horns
- 1991 You Won’t Forget Me (mit Miles Davis)
- 1992 Here’s to Life (wiederveröffentlicht 2009)
- 1993 Light out of Darkness
- 1994 I Love You, Paris
- 1996 The Main Ingredient
- 1997 Loving You
- 1998 I Remember Miles
- 1999 Quiet Now: Come a Little Closer
- 1999 Ultimate Shirley Horn
- 2001 You’re My Thrill
- 2003 May the Music never end
- 2009 The Swingin’ Shirley Horn
- 2016 Live at the 4 Queens